# Cantón de Neuville-aux-Bois
El cantón de Neuville-aux-Bois era una división administrativa francesa, que estaba situada en el departamento de Loiret y la región de Centro-Valle de Loira.

## Composición
El cantón estaba formado por diez comunas:
- Bougy-lez-Neuville
- Ingrannes
- Loury
- Neuville-aux-Bois
- Rebréchien
- Saint-Lyé-la-Forêt
- Sully-la-Chapelle
- Traînou
- Vennecy
- Villereau

## Supresión del cantón de Neuville-aux-Bois
En aplicación del Decreto n.º 2014-244 de 25 de febrero de 2014, el cantón de Neuville-aux-Bois fue suprimido el 22 de marzo de 2015 y sus 10 comunas pasaron a formar parte; cuatro del nuevo cantón de Fleury-les-Aubrais, cuatro del nuevo cantón de Pithiviers y dos del nuevo cantón de Châteauneuf-sur-Loire.